# باكو ستانلي
باكو ستانلي (بالإسبانية: Paco Stanley)‏ هو مذيع وسياسي مكسيكي، ولد في 3 يوليو 1942 في مدينة مكسيكو في المكسيك، وتوفي بنفس المكان في 7 يونيو 1999. حزبياً، نشط في الحزب الثوري المؤسساتي. وقد انتخب عضو مجلس النواب المكسيك.